# Legambiente
Legambiente (Italienisch: Umweltliga) ist eine italienische Umweltschutzorganisation. Sie entstand 1980 aus einer Abspaltung von der Associazione Ricreativa e Culturale Italiana. Ursprünglich war sie als Lega per l’Ambiente (Liga für die Umwelt) bekannt, änderte jedoch ihren Namen, um Verwechslungen mit anderen Organisationen zu vermeiden.

## Charakteristika
Mit mehr als 115.000 Unterstützern und circa 1000 lokalen Gruppen ist Legambiente die wichtigste Umweltschutzorganisation in Italien. Sie wird vom italienischen Umweltministerium anerkannt und gehört zum Europäischen Umweltbüro sowie der International Union for Conservation of Nature and Natural Resources. Die Organisation verzichtet weitestgehend auf pyramidenförmige Hierarchiestrukturen, wodurch den lokalen Gruppen relativ viel Spielraum in ihrer Aktionsplanung eingeräumt wird.
Legambiente hat eine Reihe von Umweltkampagnen in Italien wie Goletta Verde oder Treno Verde  wie auch gezielte Aufräumaktionen organisiert. Unter letzteren sind auf nationaler Ebene die Aktionen Spiagge pulite (Saubere Strände) und Puliamo il Mondo (Wir putzen die Welt) bekannt geworden.
Legambiente ist im Bereich Umweltbildung tätig, mobilisiert gegen Smog und zum Referendum gegen die zivile Nutzung von Kernenergie. Zudem geht sie gegen den illegalen Häuserbau vor und deckt illegale Mülldeponien und andere Machenschaften der Ökomafia auf.
Neben diesen Tätigkeiten wirbt Legambiente für die Nutzung erneuerbarer Energieformen, für einen bewussteren Energieverbrauch, das Respektieren der Schutzgebiete und für den Kampf gegen den illegalen Müllhandel. Die Organisation stellt jährlich eine detaillierte Analyse des Zustands der italienischen Umwelt vor (Ambiente Italia).
Seit 2004 unterstützt Legambiente die Initiative Voler bene all’Italia, die für den Schutz und die Aufwertung kleiner Gemeinden unter 5000 Einwohnern eintritt. Legambiente gibt die Monatszeitschrift La Nuova Ecologia (Der Neue Umweltschutz) heraus.